# نجماوية الفارس
نجماوية الفارس (الاسم العلمي:Hippeastreae) هي قبيلة من النباتات تتبع الفصيلة النرجسية من رتبة الهليونيات.

## التصنيف
- تحت قبيلة نجمينة الفارس
  - جنس نجمة الفارس
  - جنس زنبق المطر
- تحت قبيلة التروبينة
  - جنس التروبية